# كاثلين باتل
كاثلين باتل (بالإنجليزية: Kathleen Battle) بالإنجليزية Kathleen Battle (و. 13 أغسطس 1948) سوبرانو أمريكية.
درست بجامعة سنسناتي بالكونسرفتوار، حيث نالت درجة البكالريوس والماجستير وظهرت أول مرة في مهرجان سبوليتو في عرض «القداس الجنائزي الألماني» لبرامز بقيادة المايسترو توماس شيبرز. أول ظهور لها مع دار أوبرا مدينة نيويورك كان عام 1976، حيث أدت دور سوزانا في أوبرا «زواج فيجارو» لموتسارت في العام التالي ظهرت أول مرة على خشبة مسرح أوبرا متروبوليتان في دور راعية الغنم في أوبرا «تانهاوزر» لفاجنر. مشوارها الفني بدأ في الثمانينات بتطورها في مهرجان سارزبورج وفي كوفنت غاردن في سلسلة طويلة من الحفلات في المتروبوليتان حيث غنت ضمن أدوار أخرى، «زدينكا» في أرابيلا لريتشارد شتراوس ودور «كليوباترا» في «يوليوس قيصر» لهاندل. خلافها مع أوبرا متروبوليتان، بسبب شخصيتها العصبية وراء الكواليس أسرع من نقلها من دور المطربة الأولى إلى فنانة في الحفلات في التسعينات. باتل امتلكت صوت سوبرانو خفيف كان يتميز برنين بوضوح الجرس لكن في سنوات لاحقة أصبح مبحوح بتزايد. كتب أندري بريفن مجموعة «عسل وسذاب» لباتل عام 1991 على قصائد لتوني موريسون.

## وصلات خارجية
- كاثلين باتل على موقع IMDb (الإنجليزية)
- كاثلين باتل على موقع الموسوعة البريطانية (الإنجليزية)
- كاثلين باتل على موقع مونزينجر (الألمانية)
- كاثلين باتل على موقع ميوزك برينز (الإنجليزية)
- كاثلين باتل على موقع قاعدة بيانات برودواي على الإنترنت (الإنجليزية)
- كاثلين باتل على موقع إن إن دي بي (الإنجليزية)
- كاثلين باتل على موقع أول ميوزيك (الإنجليزية)
- كاثلين باتل على موقع ديسكوغز (الإنجليزية)
- كاثلين باتل على موقع قاعدة بيانات الفيلم (الإنجليزية)

1. ↑  Christopher A. Brooks, ed. (2011). The African American Almanac, Eleventh Edition (بالإنجليزية) (11th ed.). ISBN:978-1-4144-4547-2. OL:32258892M. QID:Q40683479.
2. ↑  Jessie Carney Smith, Notable Black American Women (بالإنجليزية), QID:Q105958972
3. ↑  BlackPast.org (بالإنجليزية), QID:Q30049687
4. ↑  MusicBrainz (بالإنجليزية), MetaBrainz Foundation, QID:Q14005
5. ↑  NPR Encylopedia of Classical Music